# الزيتونة تكافل
الزيتونة تكافل هي شركة تأمين وإعادة تأمين تونسية تأسست في 2011. تتبع الشركة نظام التكافل، وهي أول شركة من هذا النوع في السوق التونسية.

## التاريخ
عند تأسيس الشركة في 2011 من قبل الشركة الأم مصرف الزيتونة، كانت ملكية هذه الأخيرة قد انتقلت للدولة التونسية (عبر الكرامة القابضة) إثر الثورة التونسية وهروب الرئيس زين العابدين بن علي وصهره محمد صخر الماطري مؤسس مصرف الزيتونة. كانت حصة الدولة حينئذ 70%، فيما تبقت 30% لمصرف الزيتونة.

في خريف 2018، باعت الدولة حصتها المقدرة ب70% لمجموعة الماجدة القطرية.

## المعطيات المالية
|                      | 2011 | 2012          | 2013            | 2014             | 2015             | 2016             | 2017 |
| -------------------- | ---- | ------------- | --------------- | ---------------- | ---------------- | ---------------- | ---- |
| الإيرادات % من السوق | -    | 1.6 م.د 0.13% | ▲ 8.8 م.د 0.63% | ▲ 19.3 م.د 1.24% | ▲ 27.2 م.د 1.62% | ▲ 35.7 م.د 1.92% |      |

## مقالات ذات صلة
- مصرف الزيتونة
- تكافل

## روابط خارجية
- الموقع الرسمي للزيتونة تكافل.